# Scala Torino
La scala Torino è un metodo di classificazione del pericolo di impatto associato agli oggetti di tipo NEO (near-Earth object), come asteroidi e comete. È stata creata come uno strumento ad uso di astronomi e del pubblico per visualizzare immediatamente la pericolosità di un eventuale impatto previsto contro il nostro pianeta, combinando la probabilità statistica e il potenziale danno derivato dall'energia cinetica sprigionata dall'impatto stesso. La scala Palermo è di tipo simile ma più tecnica e complessa. Diversi NEO con una scala Torino pari a 1 vengono scoperti più volte all'anno e possono rimanere così classificati per alcune settimane finché le osservazioni continue in un arco di tempo più lungo non eliminano ogni possibilità di collisione. Il punteggio più alto mai assegnato della scala Torino è stato assegnato all'asteroide 99942 Apophis, che per quattro giorni ha avuto un punteggio di 4 alla fine del 2004.

## Caratteri generali
La scala Torino usa una scala di valori da 0 a 10. Un oggetto indicato con il numero 0 indica che questo ha una possibilità pressoché nulla di collisione con la Terra, o con effetti eventualmente comparabili a quelli assai comuni del normale pulviscolo spaziale, troppo piccolo per penetrare l'atmosfera e raggiungere intatto il terreno. Un valore di 10 indica una collisione certa, con effetti su larga scala tali da precipitare il pianeta in un disastro globale. È espressa solo con numeri interi: non sono quindi usati valori frazionali o decimali.
Un oggetto riceve un valore da 0 a 10 in base alla probabilità di collisione e alla sua energia cinetica espressa in megatoni (milioni di tonnellate di tritolo). A titolo di esempio Little Boy, la bomba atomica sganciata su Hiroshima aveva una potenza di circa 16 chilotoni di TNT. Quindi, un megatone di TNT equivale a circa 77 bombe di Hiroshima. Se per esempio 99942 Apophis, un asteroide del diametro di 320 metri, colpisse la Terra, sprigionerebbe un'energia pari a circa 510 megatoni, ovvero 39 230 bombe di Hiroshima.

## Storia
La scala Torino è stata creata da Richard P. Binzel, professore del dipartimento di Scienze planetarie del Massachusetts Institute of Technology  (MIT). La prima versione, chiamata "indice di pericolosità degli oggetti NEO", è stata presentata nel corso di una conferenza alle Nazioni Unite nel 1995.
Una versione modificata è stata poi presentata nel giugno 1999 nel corso di una conferenza internazionale svoltasi a Torino dedicata agli oggetti NEO. I partecipanti hanno approvato la nuova versione, e scelto di chiamarla "scala Torino", riconoscendo lo spirito di cooperazione internazionale mostrato nella conferenza negli sforzi globali nel comprendere il rischio posto dagli oggetti NEO. Nel 2005 è stata diffusa una versione in parte riscritta per permettere di comunicare meglio al grande pubblico il grado di rischio.

## Caratteristiche
La scala Torino usa anche una scala di colori: bianco, verde, giallo, arancione, rosso. Ogni colore ha un significato più descrittivo.
| Rischio nullo (bianco)                                     | Rischio nullo (bianco) |
| ---------------------------------------------------------- | --- |
| 0.                                                         | La probabilità di collisione è quasi zero, o tanto bassa da essere praticamente nulla. Si applica anche a quegli oggetti talmente piccoli come meteore o corpi che bruciano nell'atmosfera, con rare cadute al terreno in forma di meteorite che solo raramente possono causare danni di qualche tipo. |
| Normale (verde)                                            | |
| 1.                                                         | Osservazioni occasionali possono scoprire il passaggio vicino alla Terra di oggetti che li pongono in un livello di pericolo di collisione. Calcoli e analisi mostrano che le probabilità di collisione sono estremamente basse da non meritare grande attenzione e preoccupazione nella gente comune. Nuove osservazioni molto probabilmente porteranno una riassegnazione al livello 0.                                                                              |
| Meritevoli di attenzione da parte degli astronomi (giallo) | |
| 2.                                                         | Una scoperta, che potrebbe diventare anche di routine con ricerche diffuse e continuative, di un oggetto che ha un passaggio ravvicinato ma non comune con la Terra. Questo merita attenzione dagli astronomi, ma non c'è motivo di preoccupazione per la popolazione in quanto il rischio è molto improbabile. Nuove osservazioni possono riportare il rischio al livello 0.                                                                                          |
| 3.                                                         | Incontro ravvicinato, meritevole di attenzione da parte degli astronomi. Calcoli che danno fino a 1% o più di probabilità di collisione con capacità di causare una distruzione e danni locali. Molto probabilmente, nuove e più precise osservazioni sono suscettibili di riportare il pericolo al livello 0. L'attenzione da parte del pubblico e dalle autorità in merito ad incontri del genere è meritata se previsti in un tempo inferiore a una decina di anni. |
| 4.                                                         | Incontro ravvicinato, meritevole di attenzione da parte degli astronomi. Calcoli che danno probabilità dell'1% o più di collisione capace di causare devastazione regionale. Molto probabilmente, nuove osservazioni possono riassegnare il livello di pericolo a 0. L'attenzione da parte del pubblico e delle autorità in merito ad incontri del genere è meritata se previsti in un tempo inferiore a una decina di anni.                                           |
| Eventi che destano preoccupazione (arancione)              | |
| 5.                                                         | Incontro ravvicinato con un oggetto che propone una minaccia seria, ma ancora incerta di devastazione regionale. L'attenzione critica dagli astronomi è necessaria per determinare conclusivamente se esiste o meno la probabilità che uno scontro accada. Se l'incontro accade in meno di una decina d'anni, la pianificazione governativa di emergenza può essere definita.                                                                                          |
| 6.                                                         | Un incontro ravvicinato di un grande oggetto che propone una minaccia seria, ma ancora incerta di una catastrofe globale. L'attenzione critica dagli astronomi è necessaria per determinare conclusivamente se esiste o meno la possibilità che uno scontro accada. Se l'incontro avviene in meno di una trentina di anni, la pianificazione governativa di emergenza può essere definita.                                                                             |
| 7.                                                         | Un incontro molto ravvicinato con un grande oggetto, che se accadesse entro il secolo, porrebbe una minaccia senza precedenti, ma ancora incerta, di catastrofe globale. Per una tale minaccia in questo secolo, la pianificazione di contingenza internazionale è garantita, per determinare con particolare urgenza e con la massima precisione possibile se un impatto sia destinato o meno a verificarsi.                                                          |
| Collisioni certe (rosso)                                   | |
| 8.                                                         | La collisione è sicura, e con la capacità di causare distruzione localizzata se si verifica sul terreno, o uno tsunami se impatta in mare aperto vicino. Tali eventi si presentano in media fra una volta ogni 100 anni ed una volta ogni 10.000 anni. |
| 9.                                                         | La collisione è sicura, e con la capacità di causare devastazione regionale senza precedenti se si verifica sul terreno, o uno tsunami devastante se accade in pieno oceano. Tali eventi si presentano in media fra una volta ogni 10.000 anni ed una volta ogni 100.000 anni. |
| 10.                                                        | La collisione è sicura, e con la capacità di causare un disastro e una catastrofe climatica globale che può minacciare il futuro della civiltà quale noi la conosciamo, che l'oggetto cada sulla terraferma o sull'oceano. Tali eventi si presentano in media una volta ogni 100.000 anni. |

## Oggetti con più alta classificazione
Al 23 Febbraio 2025 nessun oggetto è classificato con un livello sulla scala di Torino superiore a 0.
Per 99942 Apophis, un asteroide di 320 metri catalogato come NEO, nel dicembre 2004 il programma NASA dedicato agli asteroidi pericolosi annunciò che l'asteroide (allora conosciuto solo con il suo nome provvisorio 2004 MN4) era il primo oggetto a raggiungere il livello 2 sulla scala Torino; successivamente venne catalogato fino al livello 4, il più alto valore mai raggiunto nella scala Torino. Avrà un passaggio ravvicinato con la Terra il 13 aprile 2029, tuttavia nel 2006 venne declassato a 0 nella scala Torino, dopo calcoli più precisi della sua orbita.
Prima di Apophis, nessun NEO ha mai avuto un valore sulla scala Torino maggiore di 1, mentre diversi altri corpi sono stati in alcuni momenti con valori nella scala diversi da 0; successivamente questi oggetti conosciuti furono declassati al valore 0.

## Oggetti declassati a valore zero
- (143649) 2003 QQ47 Classificato con valore 1 al momento della scoperta nell'agosto del 2003, venne declassato al livello 0 nel settembre dello stesso anno.
- L'8 ottobre 2013 l'Osservatorio astrofisico della Crimea ha scoperto un nuovo asteroide, denominato 2013 TV135, a seguito di un passaggio ravvicinato che lo ha portato ad una distanza minima di 1,7 milioni di km (0,012 UA) dalla Terra. Esso avrebbe una lunghezza stimata in circa 400 metri ed è stato classificato, a seguito di 27 osservazioni, al valore 1 sulla scala Torino, con una probabilità di impatto di circa 1 su 63000. Ulteriori osservazioni, definendo con maggiore precisione la sua orbita, lo hanno riportato al valore 0.[2]
- L'asteroide 2022 AE1, scoperto il 6 gennaio 2022, è stato classificato al livello 1 per la possibilità di un impatto con la Terra prevista il 4 luglio 2023. Dopo un primo declassamento a 0 avvenuto il 12-13 gennaio dello stesso anno, venne riportato nuovamente a 1 e, in seguito alla ripresa delle osservazioni impedite dalla vicinanza della luna crescente, declassato definitivamente a 0 il 20 gennaio 2022 e quindi rimosso dalla tabella dei rischi.[3]
- L'asteroide 2023 DW, scoperto il 26 febbraio 2023, è stato classificato al livello 1 della scala Torino il 28 febbraio 2023[4], dopo che i primi calcoli orbitali avevano stimato una possibilità d'impatto con la Terra per il giorno 14 febbraio 2046 alle 21:36 UTC. Dopo successive osservazioni e un calcolo più preciso dell'orbita, è stato escluso il rischio d'impatto e declassato nuovamente a 0 definitivamente il 20 marzo 2023[5][6].
- L'asteroide 2024 YR4, scoperto il 27 dicembre 2024, è stato classificato al livello 1 della scala Torino il 29 dicembre 2024 per la possibilità di un impatto con la Terra prevista il 22 dicembre 2032 alle 14:10 UTC. Il 27 gennaio 2025 il livello si è alzato a 3. Dopo successive osservazioni e un calcolo più preciso dell'orbita, è stato declassato al livello 0 il 23 febbraio 2025. È stato l'asteroide che ha raggiunto temporaneamente la più alta probabilità di colpire la Terra, con il 3,1%.[7]